# Пион кавказский

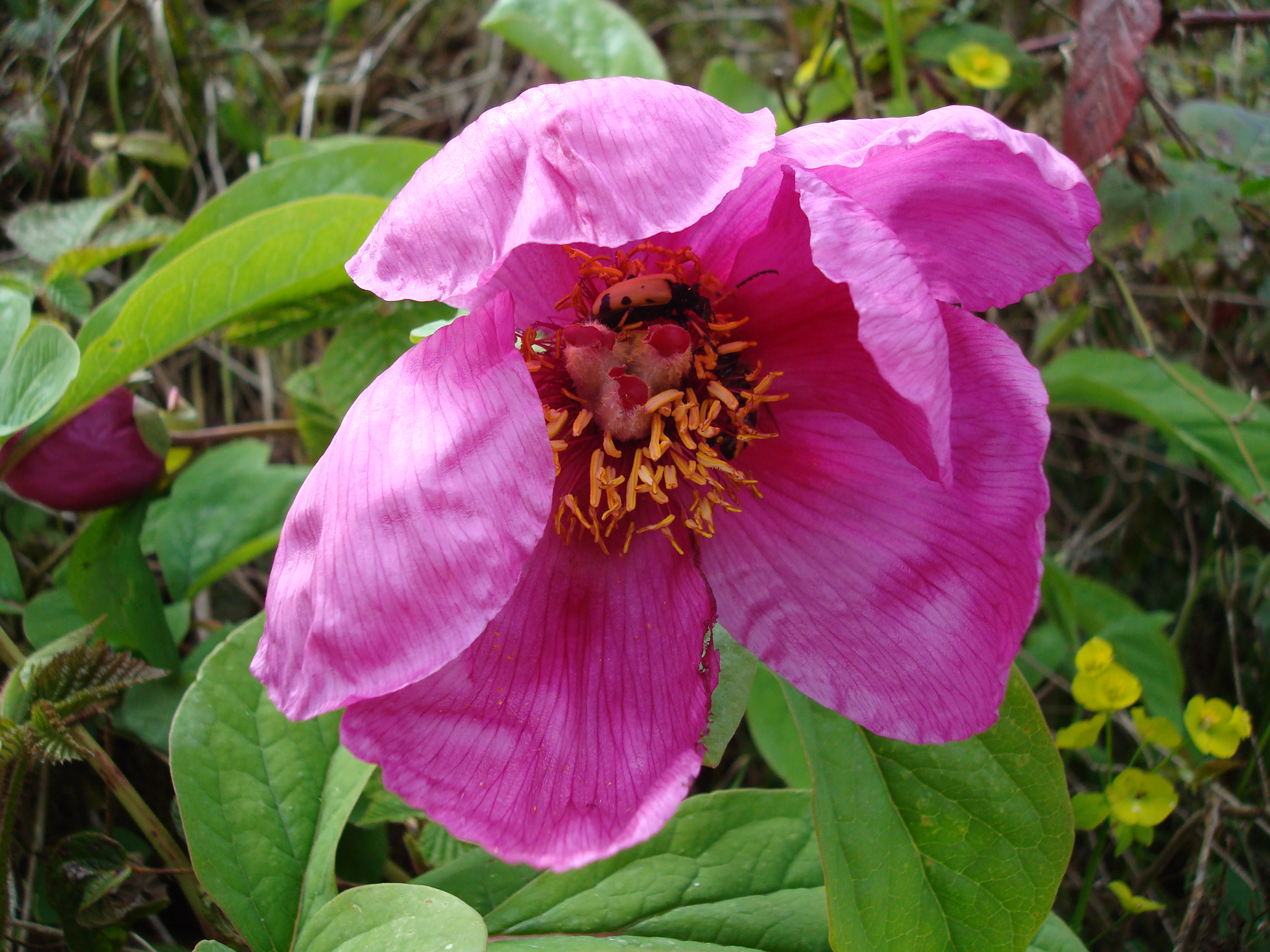
Цветок пиона кавказского. Сочинский национальный парк

Пио́н кавка́зский (лат. Paeonia caucasica) — вид цветковых растений рода Пион (Paeonia) семейства Пионовые (Paeoniaceae). По некоторым данным, является синонимом подвида Paeonia daurica subsp. coriifolia (Rupr.) D.Y.Hong.

## Ботаническое описание
Многолетнее травянистое растение со стержневым корнем и мясистыми горизонтальными корневищами. Стебли олиственные, высотой 0,7—1 м. Листья двоякотройчатые, с продолговато-овальными или продолговато-эллиптическими долями, покрытые сероватым восковым налётом и усеянные редкими волосками. 
Цветки крупные, одиночные, 8—10 см в диаметре, часто малинового, иногда розового цвета.

## Распространение и местообитание
Эндемик Кавказа. Произрастает на лугах и просеках в горных лесах, от предгорий до субальпийской зоны.

## Охрана
Вид занесён в Красную книгу Российской Федерации, а также регионов РФ: Республики Адыгея, Краснодарского края, Республики Северная Осетия — Алания, Ставропольского края, Дагестана.

## Синонимика
- Paeonia caucasica var. coriifolia (Rupr.) Schipcz.
- Paeonia corallina var. caucasica Schipcz.
- Paeonia corallina var. coriifolia (Rupr.) N.Busch
- Paeonia daurica subsp. coriifolia (Rupr.) D.Y.Hong
- Paeonia kavachensis var. coriifolia (Rupr.) Grossh. — Пион кавахский
- Paeonia ruprechtiana Kem.-Nat.
- Paeonia triternata f. coriifolia Rupr.[1]